# Mischocyttarus telembi
Mischocyttarus telembi är en getingart som beskrevs av Cooper 1997. Mischocyttarus telembi ingår i släktet Mischocyttarus och familjen getingar. Inga underarter finns listade i Catalogue of Life.